# Giorgio Sbrocco
Giorgio Sbrocco (Treviso, 25 luglio 1953 – Padova, 2 aprile 2018) è stato un giornalista, rugbista a 15 e allenatore di rugby a 15 italiano, campione d'Italia di rugby con il Petrarca. Inoltre è stato anche scrittore e docente universitario.

## Biografia
Ha giocato a rugby per varie squadre venete, vincendo con il Petrarca uno scudetto. Sempre nella squadra padovana, ha ricoperto anche il ruolo di allenatore e dirigente. Giornalista per le testate Il Giorno, All Rugby, Quotidiano.net e Petrarca Rugby News è stato direttore del sito web Rugbymeet.com. Ha insegnato educazione fisica presso un istituto comprensivo e presso le università di Padova e Ferrara. Come scrittore, ha scritto Diario ovale, Blain Said e Il Rugby: cos'è?.